# Langues tano central
Pour les articles homonymes, voir Akan.
Les langues tano central, aussi appelées langues akan (au sens large), forment un sous-groupe des langues kwa. Elles sont parlées par les peuples Akans en Afrique de l'Ouest et notamment au Ghana et en Côte d'Ivoire.
En 2004, le nombre de locuteurs était estimé à 8 300 000.

## Langues principales
- Langues akan (au sens étroit) :
  - Akan et ses dialectes : akuapem twi et asante twi, fanti ;
  - Abron
  - Tchumbuli
- Langues bia :
  - Langues bia du nord :
    - Agni
    - Baoulé
    - Anufo (ou tchokossi)
    - Sehwi

  - Langues bia du sud :
    - Ahanta
    - Nzema
    - Jwira-pepesa